# Sistema reales naturales
En el conjunto de los números reales existe un subconjunto propio, provisto de dos leyes de composición interna y una relación de orden. Se les llama el conjunto de los reales naturales, es isomorfo al sistema de los naturales ℕ, este dotado de dos operaciones: adición y multiplicación y una relación de orden

## Definición
Existe un subconjunto propio N de los reales tal que:
i) 0 está en N y si n está en N, lo está también n + 1. En este caso es un conjunto inductivo
ii) Sea S un subconjunto de N que satisface j) 0 está en S, jj) s+1 está en S, siempre que s es miembro de S, entonces
S = N ( Principio de inducción matemática).
Entero real
z es entero real si z es natural o el opuesto de real natural

### Potencias naturales de los reales
Sea a cualquier número real se define por inducción la potencia natural de n
a0 = 1
an = an-1a
si n es negativo y a ≠ 0 entonces an = 1/a-n

#### Propiedades
- aman =  am+n[6]

- (am)n =  amn

- a-n = 1/an, en donde a ≠ 0[7]

- (ab)m =  ambm .

Cero se considera real natura
1. Para usar en aplicación del principio de inducción matemática
2. Para escribir los naturales en cualquier base de un sistema de numeración, que reclama el 0.
3. Para definir la potencia cero de un número, inductivamente como lo hace 'todo el mundo'
4. Para denotar el término inicial de una sucesión en muchos casos.
5. Para enumerar las raíces enésimas complejas de la unidad desde 0 hasta n-1.
6. El cero se identifica con ∅ y con la clase de los conjuntos que no tienen elementos.[8]